# Copa México 1936/37
Die Copa México 1936/37 war eine Spielzeit des mexikanischen Fußballpokals Copa México. Pokalsieger wurde zum insgesamt fünften Mal die Mannschaft des CF Asturias, die sich im Finale gegen den Club América durchsetzen konnte, für den es die erste Finalteilnahme war. Das Pokalturnier wurde im Anschluss an die Punktspielrunde der Saison 1936/37 ausgetragen und wie diese ausschließlich von Mannschaften aus Mexiko-Stadt bestritten.

## Modus
Das Turnier wurde im K.o.-Verfahren ausgetragen. Es begann mit der am 3. Oktober 1937 ausgetragenen Vorrunde und endete mit dem am 24. Oktober 1937 ausgetragenen Pokalfinale.

## Die Spiele

### Vorrunde
|                  | Ergebnis |            |
| ---------------- | -------- | ---------- |
| Real Club España | 8:3      | CF Atlante |

### Halbfinale
|                  | Ergebnis  |              |
| ---------------- | --------- | ------------ |
| CF Asturias      | 4:3 n. V. | Club Necaxa  |
| Real Club España | 5:6       | Club América |

### Finale
Das Finale wurde im Parque Necaxa ausgetragen.
|             | Ergebnis |              |
| ----------- | -------- | ------------ |
| CF Asturias | 5:3      | Club América |

Zum Kader der Siegermannschaft des CF Asturias gehörten unter anderem die Spieler Frade, Gutiérrez, José Antonio Hütt, Efraín Ruiz und Justo Sansebastián sowie wahrscheinlich auch Luis Argüelles und Torwart Alfonso Riestra.